# Navasky Anderson
Navasky Anderson (* 21. Januar 2000 in Kingston) ist ein jamaikanischer Mittelstreckenläufer, der sich auf die 800-Meter-Distanz spezialisiert hat und aktuell Inhaber des Landesrekordes ist.

## Sportliche Laufbahn
Navasky Anderson wuchs in Jamaika auf und studiert ab 2020 an der Mississippi State University in den Vereinigten Staaten. 2022 stellte er mit 1:45,02 min einen neuen jamaikanischen Landesrekord über 800 Meter auf und löste damit den bisherigen Rekordhalter Seymour Newman aus dem Jahr 1977 ab. Damit qualifizierte er sich für die Weltmeisterschaften in Eugene und schied dort mit 1:48,37 min in der ersten Runde aus. Anschließend belegte er bei den Commonwealth Games in Birmingham in 1:48,75 min den fünften Platz und verhalf der jamaikanischen 4-mal-400-Meter-Staffel zum Finaleinzug. Im Jahr darauf verbesserte er den Landesrekord auf 1:44,70 min und wurde dann bei den Weltmeisterschaften in Budapest im Vorlauf disqualifiziert. Im November gewann er bei den Panamerikanischen Spielen in Santiago de Chile in 1:46,40 min die Bronzemedaille hinter dem Venezolaner José Antonio Maita und Jesús Tonatiú López aus Mexiko. 2024 schied er bei den Olympischen Sommerspielen in Paris mit 1:46,01 min in der Hoffnungsrunde aus.
2022 wurde Anderson jamaikanischer Meister im 800-Meter-Lauf.

## Persönliche Bestzeiten
- 800 Meter: 1:44,70 min, 30. Juli 2023 in Washington, D.C. (jamaikanischer Rekord)
  - 800 Meter (Halle): 1:49,67 min, 10. März 2023 in Albuquerque